# Mesoleptus exstinctus
Mesoleptus exstinctus là một loài tò vò trong họ Ichneumonidae.